# Valjoux

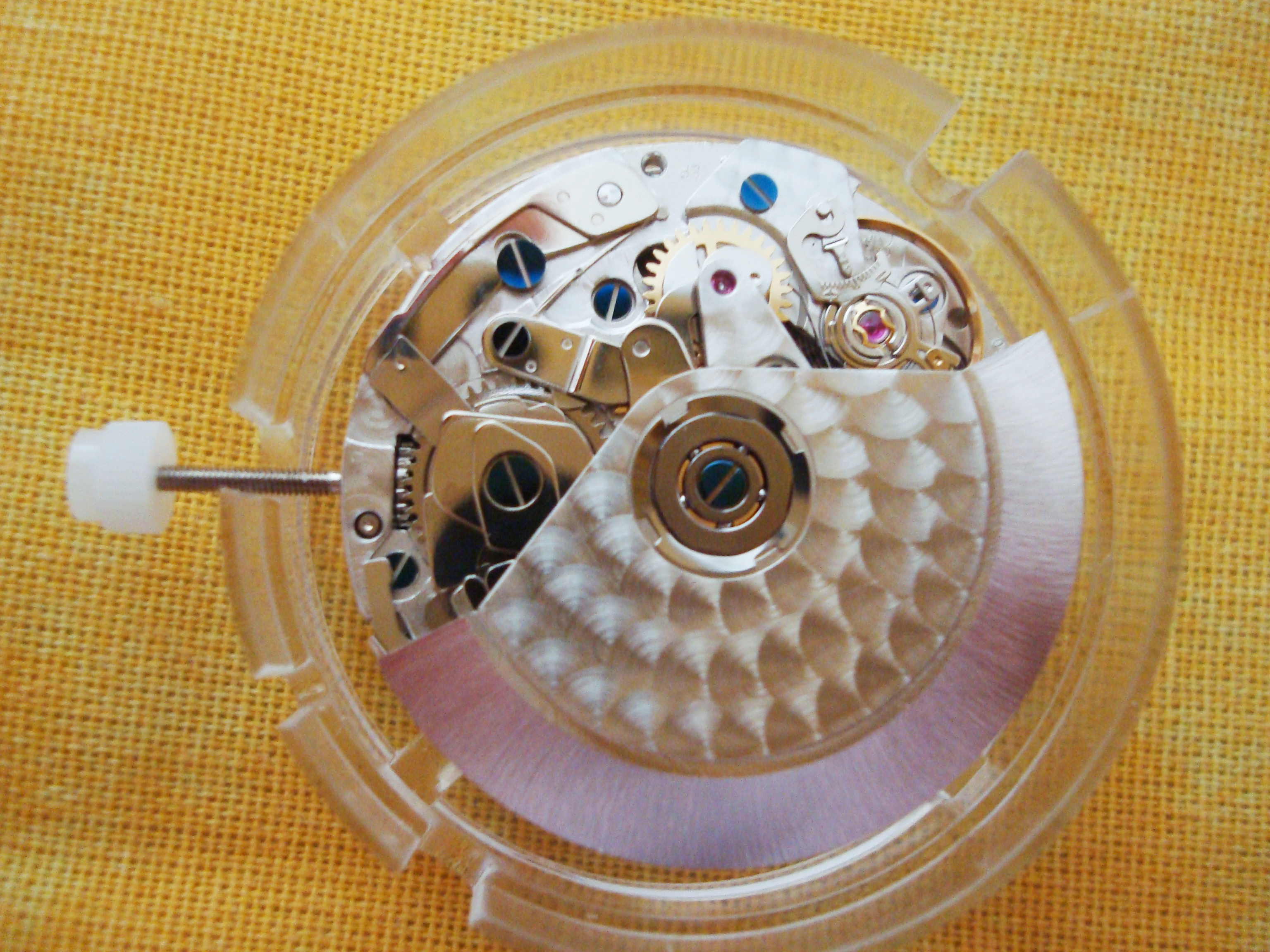
ETA/Valjoux 7750 en una imatge del 2009

Valjoux (per Vallée de Joux o "Vall de Joux") és un fabricant suís de rellotges mecànics conegut principalment pel cronògraf de moviment Ebauche que s'utilitza en un diversos rellotges mecànics de gamma mitjà i alta. La companyia ha estat part d'ETA SA Manufacture Horlogère Suisse i, actualment, també és membre del Grup Swatch.
Valjoux és responsable del disseny i la fabricació del moviment Valjoux 7750 (i variants), un moviment molt popular utilitzat en molts rellotges cronògrafs mecànics.
Entre les marques de rellotges que utilitzen moviments de base fabricats per Valjoux hi ha Appella, Breitling, Christopher Ward, Cyma Watches, Dreyfuss & Co., Fortis, Gallet, Glycine, Hamilton Watch, IWC, Steinhart, Invicta Watch Group, Junghans, Longines, Louis Erard, Mido, NIXON Inc., Omega, Oris, Panerai, Porsche Design, Sector No Limits, Sinn, TAG Heuer, Tissot, Tutima, Xezo i Zodiac Watches.